# Neukdaesonyeon
Neukdaesonyeon (hangul: 늑대소년; hanja: 늑대少年; rr: Neukdaesonyeon; MR: Nŭkdaesonyŏn; lit. "Garoto Lobo") é um filme de romance e fantasia sul-coreano de 2012, no qual uma adolescente (Park Bo-young) é enviada para uma casa de campo para cuidar de sua saúde, onde ela faz amizade e tenta civilizar um garoto selvagem (Song Joong-ki) que ela descobre no local, sem saber que ele não é uma pessoa comum.
O diretor Jo Sung-hee escreveu o roteiro enquanto ainda estudava na Academia Coreana de Artes Cinematográficas, passando por várias reescritas antes de ser finalizado em sua forma atual. Este filme é a estreia comercial de Jo; ele dirigiu anteriormente o filme de arte, End of Animal e o curta-metragem, Don't Step Out of the House.
Neukdaesonyeon teve sua estreia mundial na seção "Contemporary World Cinema" do Festival Internacional de Cinema de Toronto de 2012, e depois foi exibido no 17º Festival Internacional de Cinema de Busan antes de seu lançamento oficial nos cinemas em 31 de outubro de 2012. Ele rapidamente subiu no ranking de maiores bilheterias de 2012 na Coreia do Sul e logo se tornou um dos filmes coreanos de maior sucesso de todos os tempos.

## Sinopse
Kim Sun-yi, uma idosa, por volta dos sessenta anos de idade, que mora nos EUA, recebe uma ligação por telefone sobre a venda de sua antiga casa na Coreia do Sul.
Ao retornar ao seu país natal, ela é recebida por Eun-joo, sua neta, e elas dirigem de volta para a casa no campo da família. Sun-yi relembra sua juventude de 47 anos atrás, em 1965, quando ela era uma garota de 17 anos e ela se mudou de Seul, junto com sua mãe viúva e sua irmã Sun-ja, para um vale remoto para passar por um período de recuperação após sofrer de doenças pulmonares.
Os Kim, antes usufruindo uma vida luxuosa, empobrecem e vivem sob as ordens de seu arrogante e  jovem senhorio, Ji-tae, filho do sócio do falecido pai de Sun-yi. Por causa de sua saúde delicada, a bela e introvertida Sun-yi vive uma vida isolada, sem amigos.
Certo dia, Sun-yi descobre um garoto selvagem, de cerca de 19 anos, em seu quintal. Não é possível identificar seu tipo sanguíneo, e ele não sabe ler nem falar. Embora ele se comporte como um animal selvagem, a bondosa mãe de Sun-yi o adota e o chama de Chul-soo, acreditando que ele é uma das mais de 60.000 crianças órfãs por consequência da Guerra da Coreia.
No início, Sun-yi o considera um incômodo, mas acaba se divertindo domesticando-o de conforme segue as instruções em um manual de treinamento de cães. Ela o ensina a esperar pacientemente antes de uma refeição, como usar roupas, falar, escrever e outros comportamentos humanos para que ele possa, um dia, viver como um homem normal. Chul-soo demonstra lealdade inabalável e força sobre-humana, fazendo com que Ji-tae tenha inveja, pois ele também tem interesse em Sun-yi.
Os dois acabam se tornando muito próximos; quando Sun-yi declara seu amor a Chul-soo, ele se apaixona por ela, considerando Sun-yi a única pessoa que lhe demonstrou e deu amor e carinho. Mas o relacionamento deles começa a ter dificuldades quando Ji-tae começa a causar problemas. Sentindo-se ameaçado, Chul-soo libera seus instintos bestiais e a fera que tem dentro de si e, com medo, os moradores da cidade se voltam contra ele. Para salvar o garoto que arriscou a vida para ficar com ela, Sun-yi o deixa com uma promessa: "Espere por mim. Eu voltarei para buscá-lo."
De volta aos dias atuais, Sun-yi entra no antigo galpão e encontra Chul-soo sentado lá, ainda tão jovem quanto era há 47 anos. Ele lhe entrega o bilhete que ela escreveu. Ela percebe que ele estava a esperando durante todo esse tempo. Ele lê para ela um livro que ela havia pedido para ele ler anos atrás, enquanto ela adormece. No dia seguinte, ela acorda sem saber mais onde Chul-soo está e vai embora com a neta. Eles recebem uma ligação da cidade perguntando sobre a propriedade. Sun-yi diz na ligação que não pretende vender o lugar. Chul-soo observa de longe enquanto o carro se afasta.

## Elenco
- O ator Song Joong-ki interpreta Chul-soo, o protagonista do filmeA atriz Park Bo-young interpreta Sun-yi, a protagonista do filme quando nova Song Joong-ki como Chul-soo[19][20][21][22][23]
- Park Bo-young como Kim Sun-yi jovem / Kim Eun-joo[24][25][26][27][28]
  - Lee Young-lan como Kim Sun-yi idosa
- Jang Young-nam como a mãe de Sun-yi
- Yoo Yeon-seok como Ji-tae[29][30]
- Kim Hyang-gi como Kim Sun-ja
- Yoo Seung-mok como Professor Kang Tae-shik
- Seo Dong-soo como coronel do exército
- Woo Jeong-guk como Sr. Jung
- Go Bon-im como Sra. Jung
- Nam Jung-hee como avó de Dong-seok
- Ahn Do-gyu como Dong-seok
- Shin Bi como Dong-mi
- Lee Jun-hyeok como policial
- Oh Yeong-seok como policial
- Lee Sung-ju como filho de Sun-yi
- Jang Seo-yi como nora de Sun-yi
- Jo Jae-yun como neto de Sun-yi[31]

## Música
O videoclipe do filme usou o single de John Park, "철부지" ("Childlike").
"My Prince", a música que Sun-yi canta no filme, foi lançada como um single digital e incluída na trilha sonora oficial. Foi composta por Shim Hyun-jung, diretor musical, com letras do diretor Jo Sung-hee.

### Trilha sonora
1. 나의 왕자님 ("My Prince") – Park Bo-young
2. Time she's forgotten
3. 47 years ago
4. A boy in the house
5. Decision to train him
6. Sun-yi's family
7. Chul-soo in the bath
8. First love
9. Training
10. Let's go to play
11. Cosplay
12. Where there's love
13. Special power
14. Turning to wolf
15. Discover the secret
16. She collapses
17. Ji-tae's anger
18. Chul-soo in chains
19. Evil plan
20. Searching for guitar
21. Out of control
22. To the forest
23. Love unreached
24. Don't leave me
25. Walking away
26. For a long time
27. A werewolf boy[34]

## Recepção
Após estrear em primeiro lugar nas bilheterias sul-coreanas com mais de 100.000 ingressos vendidos, Neukdaesonyeon quebrou a marca de 1 milhão após cinco dias, 2 milhões após nove dias, e 3,6 milhões depois de doze dias. Esses números não foram apenas considerados altos para novembro, conhecida por ser uma época pouco lucrativa para o cinema na Coreia, mas também foi um feito raro para seu gênero, o melodrama.
O filme também tem a distinção de estabelecer um novo recorde de bilheteria para o "dia do suneung", a data em que os alunos do último ano do ensino médio fazem o Teste Escolar de Habilidades. Todos os anos, um grande número de estudantes reservam ingressos para filmes à noite, após o término do período de provas, mas a marca de 341.475 ingressos reservados para Neukdaesonyeon em um dia, em 8 de novembro, superou os totais de qualquer outro filme nos anos anteriores.
Em 15 de novembro, seus 4,12 milhões de ingressos superaram Architecture 101, e Neukdaesonyeon se tornou o melodrama coreano de maior sucesso de todos os tempos na Coreia do Sul. As vendas de ingressos atingiram 5 milhões em 18 de novembro, 6 milhões em 26 de novembro, e 7 milhões em 16 de dezembro, transformando-se no terceiro filme coreano de maior bilheteria de 2012, atrás somente de The Thieves and Masquerade, e também o quarto filme comercialmente bem-sucedido do ano no geral.
O filme também se tornou um sleeper hit quando foi lançado em 28 de dezembro de 2012 em Taiwan, arrecadando NT$ 4 milhões (US$ 138.000) nas bilheterias de capital Taipei após 17 dias de lançamento.

## Final alternativo
Depois que o diretor Jo Sung-hee revelou, durante uma das sessões de perguntas e respostas do filme, que eles haviam filmado um final alternativo, devido à grande demanda por parte do público, o filme foi relançado em 6 de dezembro de 2012 com esse final. O final alternativo envolve a Sun-yi interpretada por Park Bo-young, e entre as cenas deletadas estão momentos da infância de Ji-tae (Yoo Yeon-seok), bem como foi dado mais foco no bairro em que a trama se desenrola.

## Livro
Uma adaptação do filme original em uma romantização foi publicada em 31 de outubro de 2012, para coincidir com o dia de estreia do filme.

## Prêmios e indicações
| Ano  | Cerimônia                                               | Categoria                                  | Indicado       | Resultado |
| ---- | ------------------------------------------------------- | ------------------------------------------ | -------------- | --------- |
| 2012 | 4º Pierson Movie Festival                               | Melhor Atriz                               | Park Bo-young  | Venceu    |
| 2012 | 20º Korean Culture and Entertainment Awards             | Melhor Ator Coadjuvante                    | Seo Dong-soo   | Venceu    |
| 2013 | 4º KOFRA Film Awards (Korea Film Reporters Association) | Prêmio de Discoberta                       | Jo Sung-hee    | Venceu    |
| 2013 | 7º Asian Film Awards                                    | Melhor Figurino                            | Kwak Jung-ae   | Indicado  |
| 2013 | 6º Nickelodeon Korea Kids' Choice Awards                | Ator Favorito                              | Song Joong-ki  | Venceu    |
| 2013 | Baeksang Arts Awards de 2013                            | Melhor Filme                               | A Werewolf Boy | Indicado  |
| 2013 | Baeksang Arts Awards de 2013                            | Melhor Diretor Revelação                   | Jo Sung-hee    | Venceu    |
| 2013 | Baeksang Arts Awards de 2013                            | Melhor Ator (Filme)                        | Song Joong-ki  | Indicado  |
| 2013 | Baeksang Arts Awards de 2013                            | Melhor Roteiro                             | Jo Sung-hee    | Indicado  |
| 2013 | Baeksang Arts Awards de 2013                            | Atriz Mais Popular (Filme)                 | Park Bo-young  | Indicado  |
| 2013 | 5º Terracotta Far East Film Festival                    | Prêmio Atual do Público do Cinema Asiático | Jo Sung-hee    | Venceu    |
| 2013 | 7º Mnet 20's Choice Awards                              | 20's Movie Star – Feminino                 | Park Bo-young  | Venceu    |
| 2013 | 7º Mnet 20's Choice Awards                              | 20's Movie Star – Masculino                | Song Joong-ki  | Indicado  |
| 2013 | 22º Buil Film Awards                                    | Melhor Atriz Coadjuvante                   | Jang Young-nam | Venceu    |
| 2013 | 22º Buil Film Awards                                    | Melhor Música                              | Shim Hyun-jung | Indicado  |
| 2013 | 50º Grand Bell Awards                                   | Melhor Atriz Coadjuvante                   | Jang Young-nam | Venceu    |
| 2013 | 50º Grand Bell Awards                                   | Melhor Diretor Revelação                   | Jo Sung-hee    | Indicado  |
| 2013 | 50º Grand Bell Awards                                   | Prêmio de Popularidade                     | Song Joong-ki  | Indicado  |
| 2013 | 50º Grand Bell Awards                                   | Prêmio de Popularidade                     | Park Bo-young  | Indicado  |
| 2013 | 34º Blue Dragon Film Awards                             | Melhor Diretor Revelação                   | Jo Sung-hee    | Indicado  |
| 2013 | 34º Blue Dragon Film Awards                             | Melhor Atriz Coadjuvante                   | Jang Young-nam | Indicado  |